# آلفا رومئو ۲۰/۳۰ اچ‌پی
آلفارومئو ۲۰/۳۰ اچ‌پی (Alfa Romeo 20/30 HP) خودرویی است که در سال‌های ۱۹۱۴ تا ۱۹۲۲تولید شده‌است.
طراحی آن خودروهای موتور جلو-محور عقب بوده است.